# Hadrotes crassus
Hadrotes crassus är en skalbaggsart som beskrevs av Mannerheim. Hadrotes crassus ingår i släktet Hadrotes och familjen kortvingar. Inga underarter finns listade i Catalogue of Life.